# Schnottwil
Schnottwil (toponimo tedesco) è un comune svizzero di 1 063 abitanti del Canton Soletta, nel distretto di Bucheggberg.